# بوب آدامز
بوب آدامز (بالإنجليزية: Bob Adams)‏ (28 فبراير 1917 في المملكة المتحدة - 1 يناير 1970 في المملكة المتحدة) هو لاعب كرة قدم بريطاني (وحمل سابقاً جنسية المملكة المتحدة لبريطانيا العظمى وأيرلندا) في مركز حراسة المرمى. لعب مع كارديف سيتي ونادي بريستول روفيرز ونادي بريستول سيتي ونادي ميلوول.